# Guillaume Guéroult
Guillaume Guéroult  (* 1507 in Rouen; † 7. Oktober 1569 in Lyon) war ein französischer Schriftsteller und Emblematiker.

## Leben und Werk
Guéroult war (als gelehrter Korrektor, Dichter und Übersetzer aus dem Lateinischen) Mitarbeiter von Druckern in Rouen, Genf und Lyon, sowie Vienne. Er trat früh zum Calvinismus über, floh um 1547 nach Genf, kam aber auch dort in Schwierigkeiten. Als Schwager des Druckers Balthazar Arnoullet (1517–1556) war er am Druck der Christianismi Restitutio von Michel Servet beteiligt, den Calvin wegen dieses Textes, ebenso wie sein Buch, auf dem Scheiterhaufen verbrennen ließ. Guéroult ist vor allem bekannt für sein Emblembuch (Quelle für die Fabel Les Animaux malades de la peste von Jean de La Fontaine) und seine kirchenmusikalischen Texte. Sein Gedicht Susanne un jour inspirierte zahlreiche Komponisten zu einer Vertonung, darunter Orlando di Lasso. Er war befreundet mit Étienne Jodelle, wodurch in neuester Zeit Enea Balmas (und seine Schule) auf ihn aufmerksam wurde und ihn in den Kanon der französischen Literaturgeschichte eingliederte.

## Werke
- Le Premier livre des Emblèmes, Lyon, Balthazar Arnoullet, 1550.
  - Le premier livre des emblèmes, hrsg. von De Vaux de Lancey, Rouen, Albert Lainé, 1937. Notice inédite consacrée à Guéroult par Guillaume Colletet dans ses «Vies des poètes français».
  - Le premier livre des emblèmes. Adaptation en français moderne par l’éditeur, Anneville-sur-Mer, Les Chiens rouges associés, 2012.
- Second livre de la description des animaux, Lyon, Balthazar Arnoullet, 1550.
- (Übersetzer) Chroniques et gestes admirables des empereurs, 2 Bde., Lyon, Balthazar Arnoullet, 1552.
- (Übersetzer) Leonhart Fuchs, L’histoire des plantes mis en commentaires par Leonart Fuschs [sic], Lyon, Guillaume Rouillé, 1553, 1558  (Vorwort, Tübingen 1542).
- (Übersetzer) Épitomé de la corographie d’Europe illustré des pourtraitz des villes plus renommées d’icelle, Lyon, Balthazar Arnoullet, 1553.
- (Übersetzer) Premier livre des narrations fabuleuses, avec les discours et la vérité et histoires d’icelles, Lyon, Granson, 1558 (mit Gedichten von Guéroult).
- Chansons spirituelles, Paris, N. Du Chemin, 1559.
- Hymnes du temps et de ses parties, Lyon, Jean De Tournes, 1560.
- La description philosophale de la nature et condition des animaux tant raisonnables que bruts, avec le sens moral compris sur le naturel et condition d’iceulx, Lyon, Benoit Rigaud, 1561 (Stiche plus moralistische Dichtung).
- (Hrsg.) Figures de la Bible, Lyon, Guillaume Rouillé, 1564.